# Калейдоскоп жахів 3
«Калейдоскоп жахів 3» (англ. Creepshow III) — американський фільм жахів 2006 року режисерів Ани Клавелл і Джеймса Гленна Дудельсона, неофіційний сиквел фільму Калейдоскоп жахів 2, за винятком назви не має нічого спільного з минулими частинами серії. Картина включає в себе п'ять епізодів: «Дружина професора Дейтона», «Еліс», «Рейчел, дівчина за викликом», «Радіо» та «Одержимий пес».

## Сюжет
Весь сюжет фільму розгортається навколо декількох будинків, що знаходяться по сусідству. Тому головні персонажі однієї історії часто переходять в іншу, стаючи вже епізодичними. Глядачеві доведеться трохи побути аналітиком, щоб зіставити сполучні епізоди в різних історіях. Завдяки досить складній сюжетній лінії, авторам вдалося створити цілісну картину, яка вимальовується лише наприкінці фільму.

### Еліс
Молода дівчина Еліс не дає спокійно жити своїм сусідам, постійно несучи з собою масу негативних емоцій. Нарешті один із сусідів, старий професор Дейтон, вирішує провчити Еліс і дарує її батькові свою нову розробку — пульт дистанційного керування, що відкриває портали в паралельні світи.

### Радіо
Вічно похмурий і нетовариський охоронець живе нічим не примітним життям. Одного разу у якогось волоцюги він купує старий радіоприймач, який незабаром проявляє дивні особливості — розмовляє вкрадливим жіночим голосом безпосередньо з власником апарату. При цьому радіоприймач не просто спілкується з охоронцем, а дає цінні життєві вказівки, завдяки яким життя охоронця поступово налагоджується. Однак незабаром поради приймача призводять до незворотних наслідків: спочатку він повідомляє йому про схованку з купою грошей на горищі будинку, а потім наполягає на вбивстві одного з сусідів, який став свідком виявлення скарбу.

### Рейчел, дівчина за викликом
У місті орудує повія Рейчел, яка під час сексу вбиває своїх клієнтів. Поліція і журналісти навіть охрестили її «вбивця за викликом». Віктор, хлопець, який вирішив розважити себе, стає клієнтом Рейчел. Вона приходить в його будинок, де і вбиває його. Однак хлопчина-простачок не такий вже безневинний, як здається.

### Дружина професора Дейтона
Професор Дейтон, який подарував пульт батькові Еліс з першої частини, на старості років вирішив одружитися. Весілля було організовано досить скромно, серед гостей були лише кілька колег по роботі, а також кращі випускники Чарльз і Джон. У той же час гості губляться в здогадах, обговорюючи питання про те, де професор міг познайомитися з такою молодою і красивою дівчиною. Сама ж дівчина поводиться більш ніж дивно — не їсть, не п'є і односкладово відповідає на питання. Нарешті в голови Чарльза і Джона закрадається думка про те, що Кеті — наречена професора — є його новим винаходом — кіборгом.

### Одержимий пес
Цинічний і зарозумілий доктор Фарвелл (такий собі провінційний доктор Хаус) працює в безкоштовній клініці, відпрацьовуючи свій раніше вчинений медичний проступок. Тут Фарвелл проявляє байдуже ставлення до всіх пацієнтів, а за лаштунками своєї діяльності поставляє сумнівним особам медичні препарати, що містять наркотичні та психотропні речовини, та й сам він не проти кілька разів за день ковтнути загадкові таблетки. Вечорами ж доктор ходить на вечірки, куди має доступ завдяки своїм зв'язкам з особами, яким він незаконно поставляє наркотичні препарати, і постійно напивається. Одного разу доктор, поспішаючи на свою нудну роботу, купує хот-дог, але він випадково падає на землю. Забруднену їжу він віддає волоцюзі, який, вдавившись, починає кашляти і незабаром задихається. Не звернувши на це ніякої уваги, Фарвелл йде на роботу. Але незабаром доктора починає переслідувати привид загиблого бродяги.

### Епілог
Фільм закінчується традиційним для всіх «Калейдоскоп жахів» підбиттям підсумків — професор Дейтон все-таки одружується, батьки Еліс обговорюють події першої частини, а торговець хот-догами показує своє справжнє обличчя.

## У ролях
- Кріс Аллен — доктор Фарвелл
- Стефані Петті — Еліс
- А. Дж. Бовен — Джеррі
- Каміла Лейсі — Рейчел
- Раян Карті — Віктор
- Бо Кресік — Кеті
- Рой Абрамсон — детектив Джейкобс
- Еліна Медісон — Єва